# Цирульников, Пётр Гаврилович
Пётр Гаврилович Цирульников (1900—1985) — советский военачальник, участник Гражданской, советско-польской, советско-финской и Великой Отечественной войн. В 1941 году попал в немецкий плен, бежал из него. В 1942 году репрессирован, реабилитирован в 1953 году. Генерал-майор (4.06.1940).

## Биография
Родился 3 июля 1900 года в деревне Кирилловка Богоявленской волости Мосальского уезда села Ленского в семье плотника. После окончания сельской школы работал пастухом, плотником, чернорабочим.
В мае 1919 года добровольно пошёл на службу в Рабоче-крестьянскую Красную Армию. Служил красноармейцем в 487-м стрелковом полку 55-й стрелковой дивизии в Петрограде, в 1920 году окончил полковую школу. Принимал участие в Гражданской войне, в 1919 году с полком в боевых действиях против финских войск в районе Ладожского озера. В конце 1919 года дивизию перебросили на Западный фронт, где в 1920 году Цирульников принимал участие в советско-польской войне, в сентябре был ранен в руку. Член ВКП(б) с 1921 года.
С января 1921 года находился на учёбе. В 1924 году окончил 16-ю пехотную школу комсостава РККА в Тамбове. Во время учёбы в составе сводного отряда курсантов участвовал в подавлении Тамбовского восстания. С сентября 1924 года служил в 70-м стрелковом полку 24-й стрелковой дивизии в Украинском военном округе (Винница): командир взвода, политрук роты, командир роты. В 1930 году он окончил Стрелково-тактические курсы усовершенствования комсостава РККА «Выстрел» имени III Коминтерна, после чего продолжал службу в той же дивизии (к тому времени переведённой в Ленинград): командир роты и батальона 168-го стрелкового полка, помощник командира полка по хозяйственной части, с июля 1937 года — командир этого полка. В январе 1939 года П. Г. Цирульников был назначен командиром 51-й стрелковой дивизии Ленинградского военного округа. На этой должности принимал участие в советско-финской войне. После окончания войны дивизия переброшена на Украину и приняла участие в Бессарабско-Буковинском походе РККА в июне-июле 1940 года.
Участник Великой Отечественной войны с 22 июня 1941 года. 51-я стрелковая дивизия заняла участок обороны государственной границы СССР по восточному берегу реки Дунай от Измаила (включительно) до Чёрного моря. Части его дивизии 24—26 июня на катерах Дунайской военной флотилии форсировали Дунай, высадились на румынском берегу, нанесли большие потери противнику и до середины июля удерживали захваченный плацдарм (Дунайский десант). Также 24 июня другие полки дивизии отбили попытку румынских войск форсировать Дунай в районе Картал и сбросили в реку переправившегося противника. Затем дивизия под его командованием участвовала в приграничном сражении в Молдавии и в Тираспольско-Мелитопольской оборонительной операции.
В начале октября 1941 года дивизия оборонялась в составе 9-й армии Южного фронта. Во время Донбасской оборонительной операции дивизия попала в окружение и понесла значительные потери. 8 или 9 октября генерал Цирульников попал в плен, но 21 октября при переводе пленных из Запорожья в Днепропетровск бежал в районе города Новомосковск Днепропетровской области. 11 ноября 1941 года Цирульников вышел в гражданской одежде в расположение советских войск на участке Юго-Западного фронта. Проходил спецпроверку в особом отделе 12-й армии, в январе 1942 года был направлен в Москву.
18 февраля 1942 года он был арестован по обвинению в преступном руководстве войсками и потере управления, в том, что бросил свои войска и добровольно сдался в плен. На допросах генерал признал свою вину. Его подозревали в том, что он был завербован немецкой разведкой и переброшен обратно через линию фронта с шпионскими целями. Однако факт вербовки германской разведкой Цирульников категорически отрицал. Приказом наркома обороны СССР от 29 января 1944 года он был уволен из рядов Красной Армии. В течение десяти лет Цирульников без суда находился в заключении.
Только 24 марта 1952 года он был осуждён Военной коллегией Верховного суда СССР к 12 годам лишения свободы по статье 193-17 п. «б». 22 августа 1952 года его дело было пересмотрено, и Военная коллегия Верховного суда СССР нашла возможным применить в отношении Цирульникова амнистию, объявленную указом Верховного Совета СССР от 7 июня 1945 года, срок наказания был снижен до 6 лет. А поскольку к тому времени он отсидел уже больше 10 лет, то 4 сентября П. Г. Цирульникова освободили из заключения.
После смерти И. В. Сталина  Цирульников П.Г. был 28 августа 1953 года реабилитирован и восстановлен в звании и в рядах Вооружённых сил, приказ об его увольнении из армии был отменён. В 1954 году он окончил Высшие академические курсы при Высшей военной академии имени К. Е. Ворошилова. В 1955—1957 годах был начальником военной кафедры Московского авиационного института им. Серго Орджоникидзе. 9 января 1957 года генерал-майор П. Г. Цирульников уволен в отставку по болезни.
Жил в Москве. Умер 28 января 1985 года. Похоронен на Ваганьковском кладбище.

## Награды
- Орден Ленина (12.06.1954)[10]
- 2 ордена Красного Знамени (7.04.1940, 5.11.1954)
- Ряд медалей СССР

## Воинские звания
- полковник (16 августа 1938 года)
- комбриг (4 ноября 1939 года)
- генерал-майор (4 июня 1940 года)[1]